# George Romney

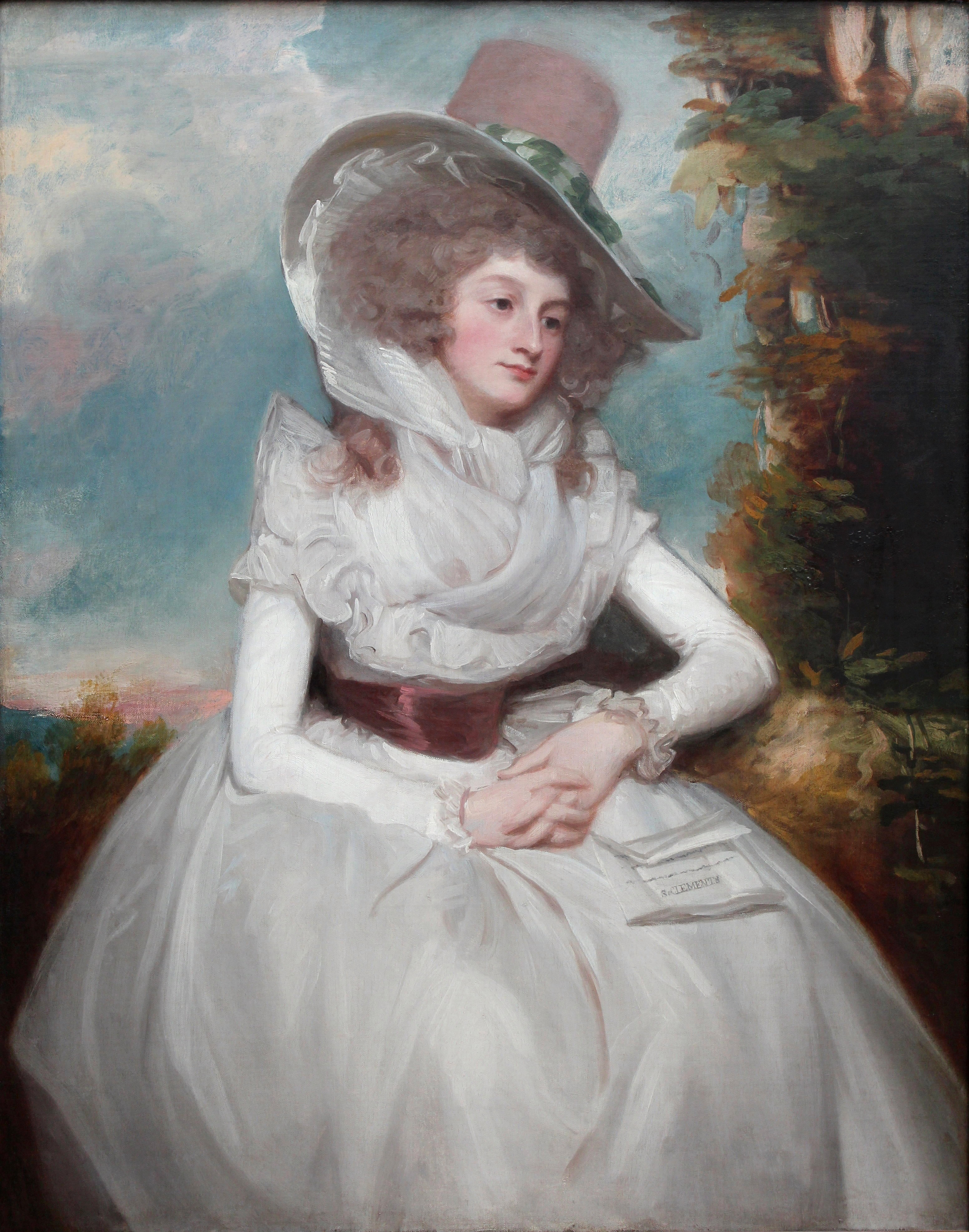
Portrét Catheriny Clemensové, 1788

George Romney (15. prosince 1734 Dalton-in-Furness v hrabství Lancashire, nyní Cumbria – 15. listopadu 1802 Kendal) byl britský malíř období rokoka a klasicismu. Proslavil se zejména svými portréty.

## Život
Romney byl synem ebenisty (uměleckého truhláře) Johna Romneyho. Malíř Peter Romney byl jeho bratr. První umělecké vzdělání Romney získal v otcově dílně v Kendalu. V 17 letech se tam stal studentem Christophera Steeleho. V roce 1756 ve věku 22 let se v Kendalu oženil a ve stejném roce založil vlastní ateliér.
O pět let později odešel Romney bez manželky a dvou dcer do Londýna. Tam se brzy stal známým a ceněným. V roce 1761 Romney se svým kolegou Oziasem Humphrym odešel na studijní cestu po Itálii a v letech 1773 až 75 pobýval v Římě. Po návratu nejpozději v roce 1775 byl vedle Joshuy Reynoldse a Thomase Gainsborougha považován za nejuznávanějšího anglického malíře. Po návratu se znovu usadil v Londýně. Od té doby žil v domě, který dřív patřil výtvarníkovi Francisovi Cotesovi.
V letech 1763 až 1772 se Romney uplatnil při nejrůznějších příležitostech. Jeho obraz Smrt generála Wolfa vyznamenala Královská akademie umění. Také společnosti Free Society a Society of Artists mu uspořádaly výstavy.
V roce 1782 se Romney setkal s Emmou Lyonovou, pozdější lady Hamiltonovou. Vytvořil řadu jejích portrétů, které jsou dodnes známé. Během té doby také maloval obrazy na zakázku pro Shakespearovu galerii obchodníka s uměním Johna Boydella. Tehdy také vznikala Romneyova slavná sbírka umění v Londýně. Značnou část sbírky tvořily odlitky starožitností z Říma, které pro Romneyho tvořil sochař John Flaxman.
V posledních letech svého života trpěl Romney depresemi a neurózami. V 65 letech úplně přestal malovat, zavřel svou londýnskou domácnost a jako vážně nemocný se vrátil ke své rodině do Kendalu, kde pak i zemřel.

## Galerie

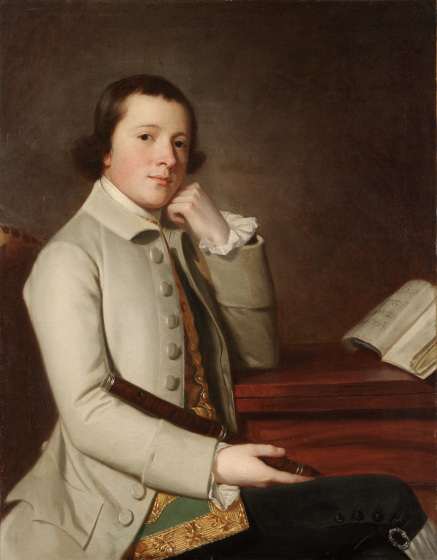
Mladík s flétnou, před r. 1760, Dallas Museum of Art
Slečna Juliana Willoughbyová, 1781–1788
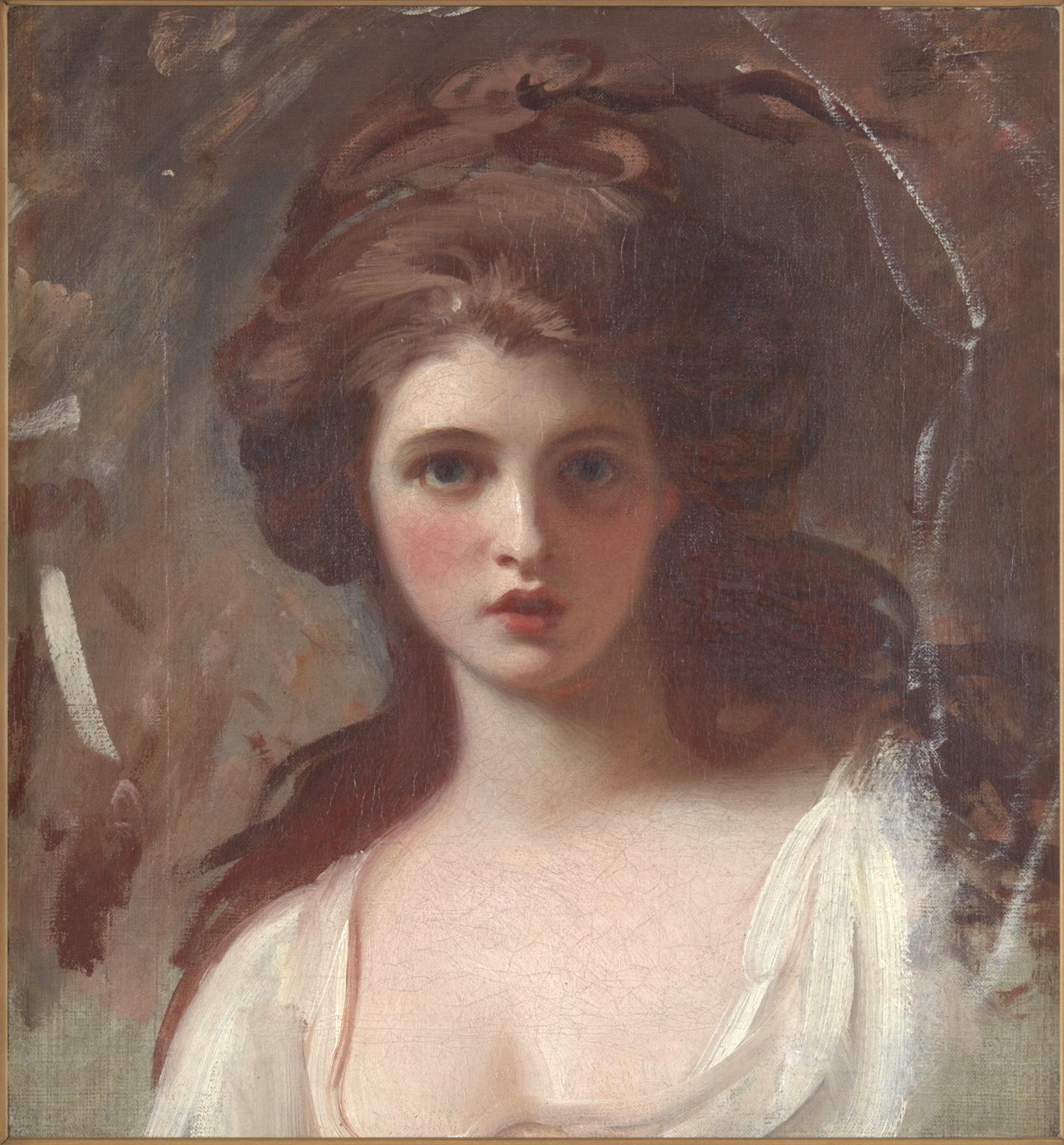
Lady Hamiltonová jako Kirké, asi 1782
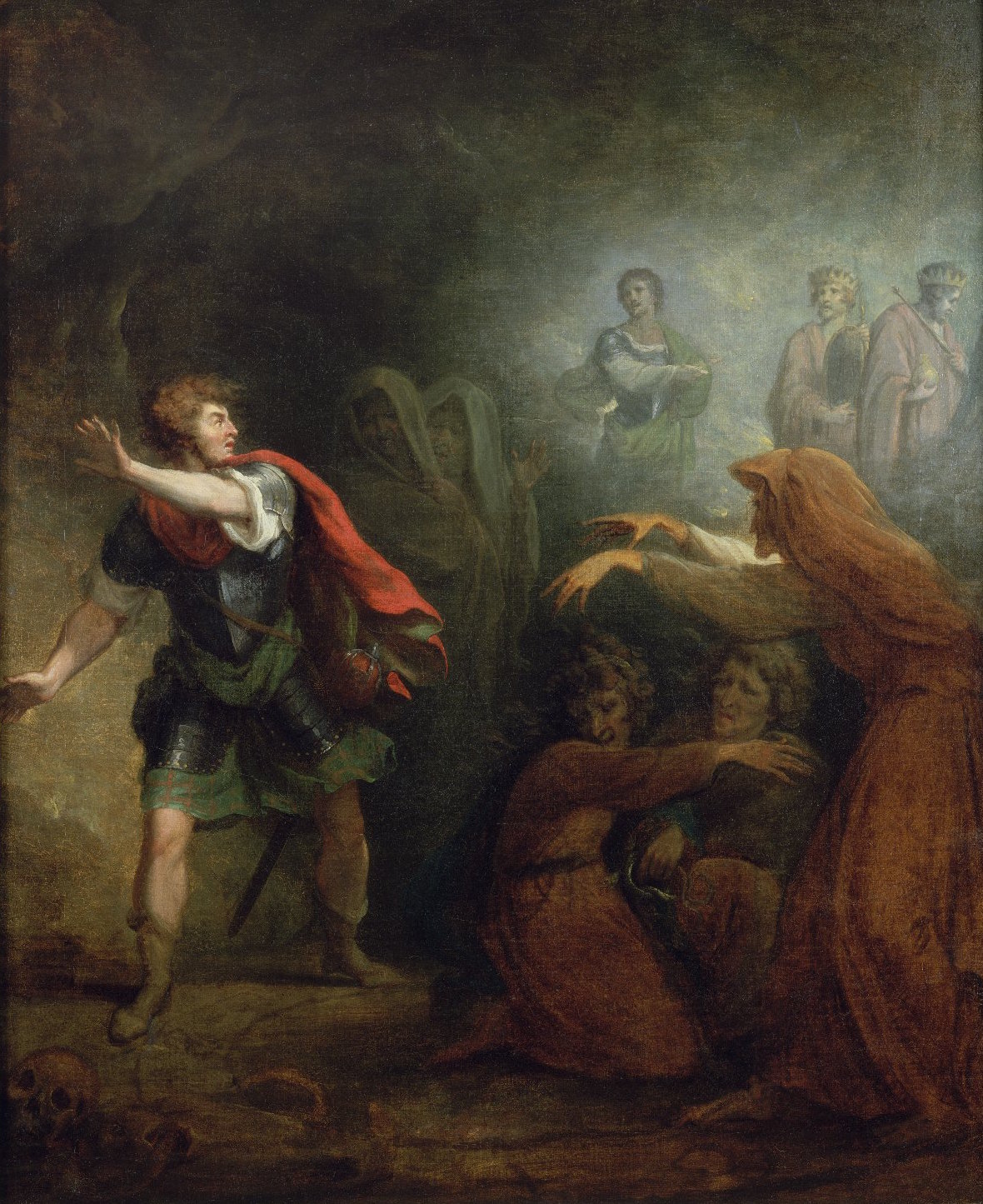
Macbeth a čarodějnice, 1785
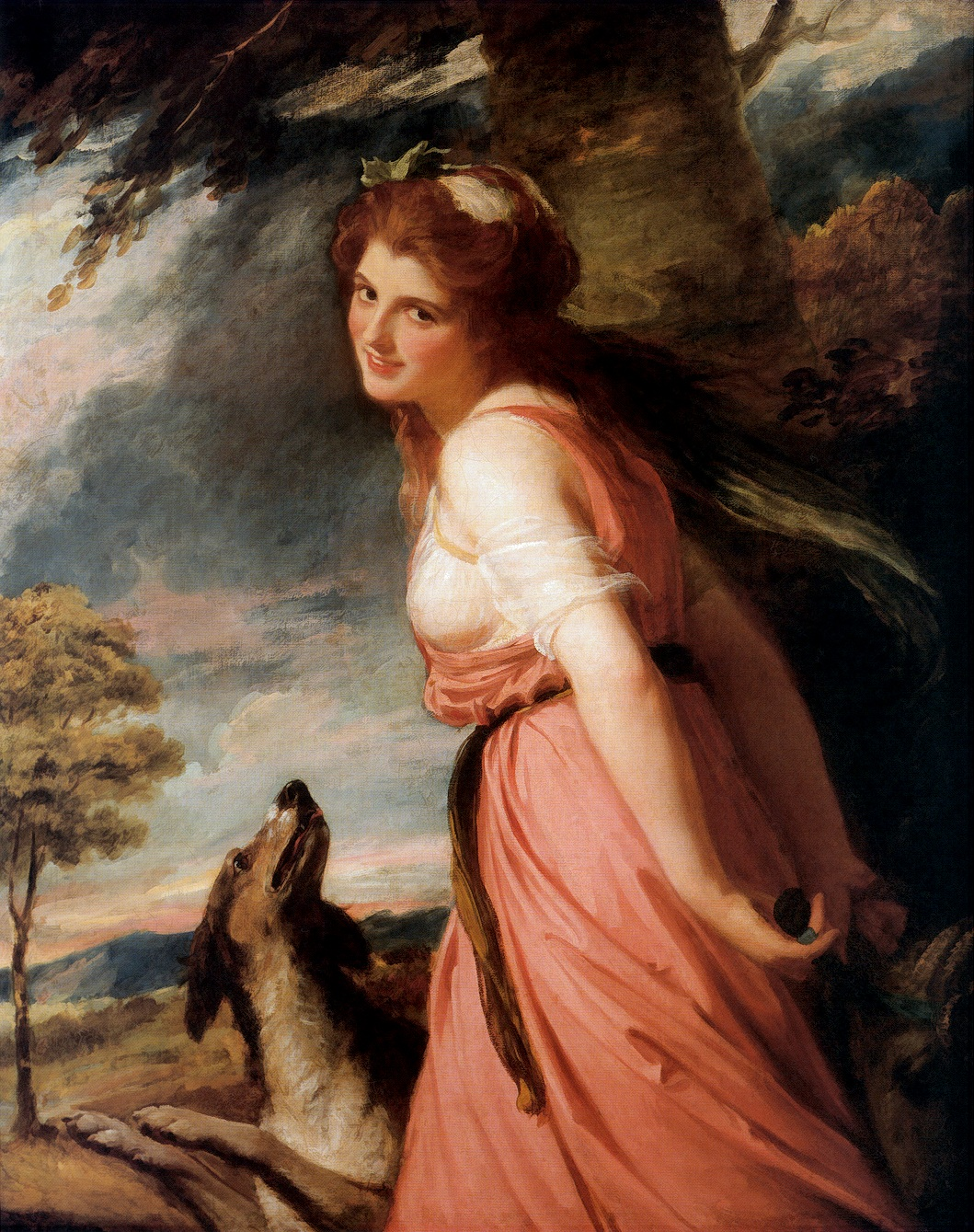
Emma Hamiltonová jako bakchantka, 1785
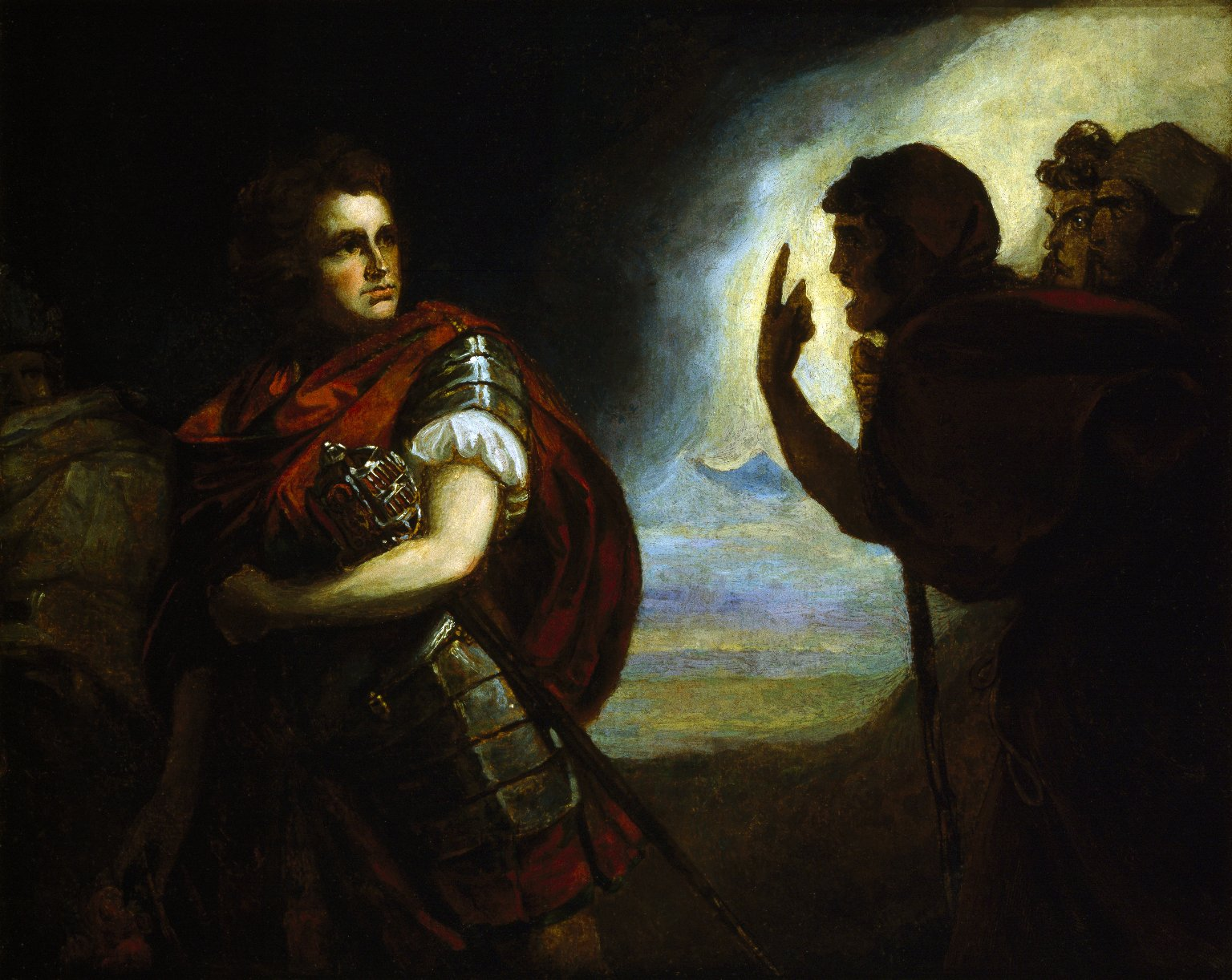
John Henderson jako Macbeth, asi 1787
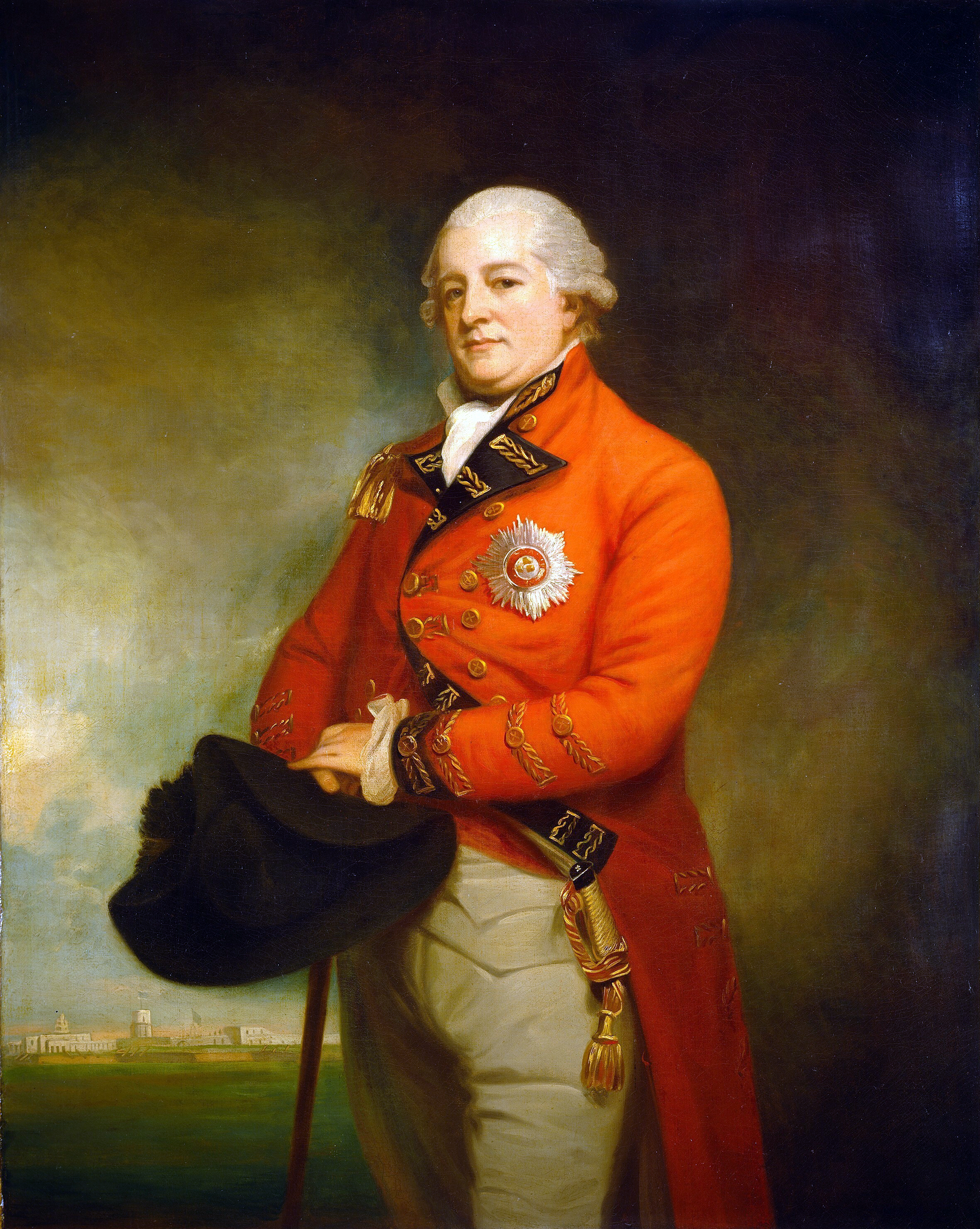
Sir Archibald Campbell z Inverneillu, 1790–1792
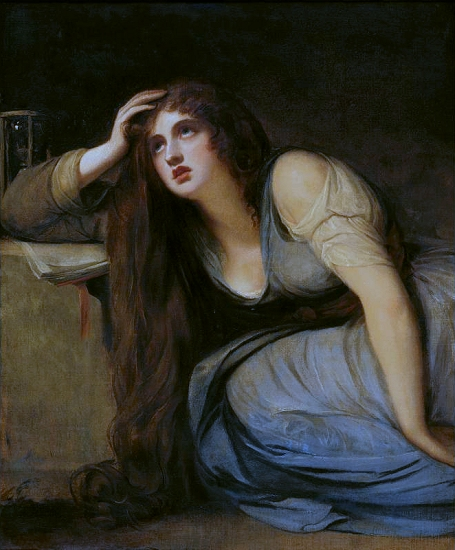
Emma Hamiltonová jako Magdalena před r. 1792
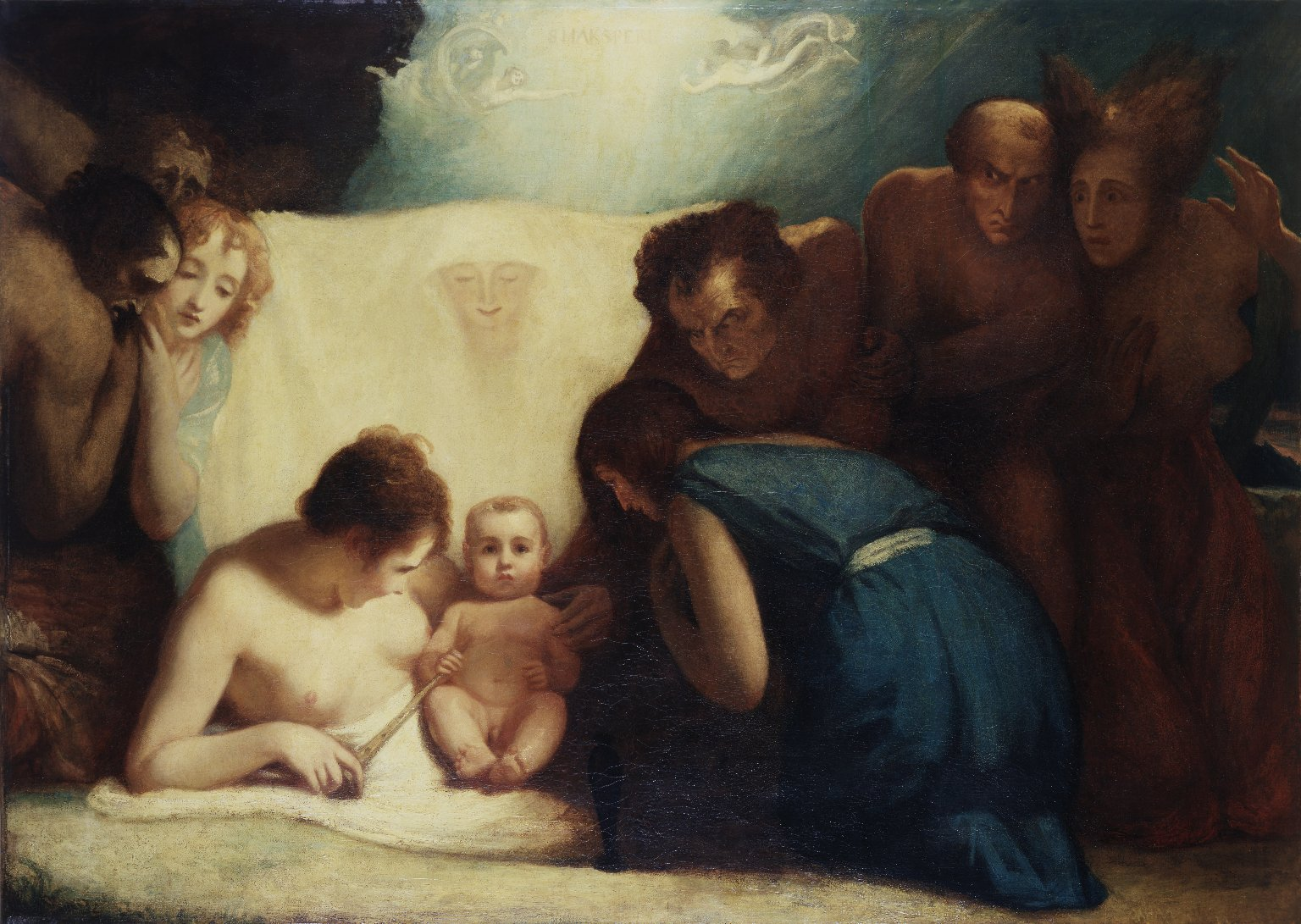
Dítě Shakespeare navštíven Přírodou a Vášněmi, asi 1791–1792
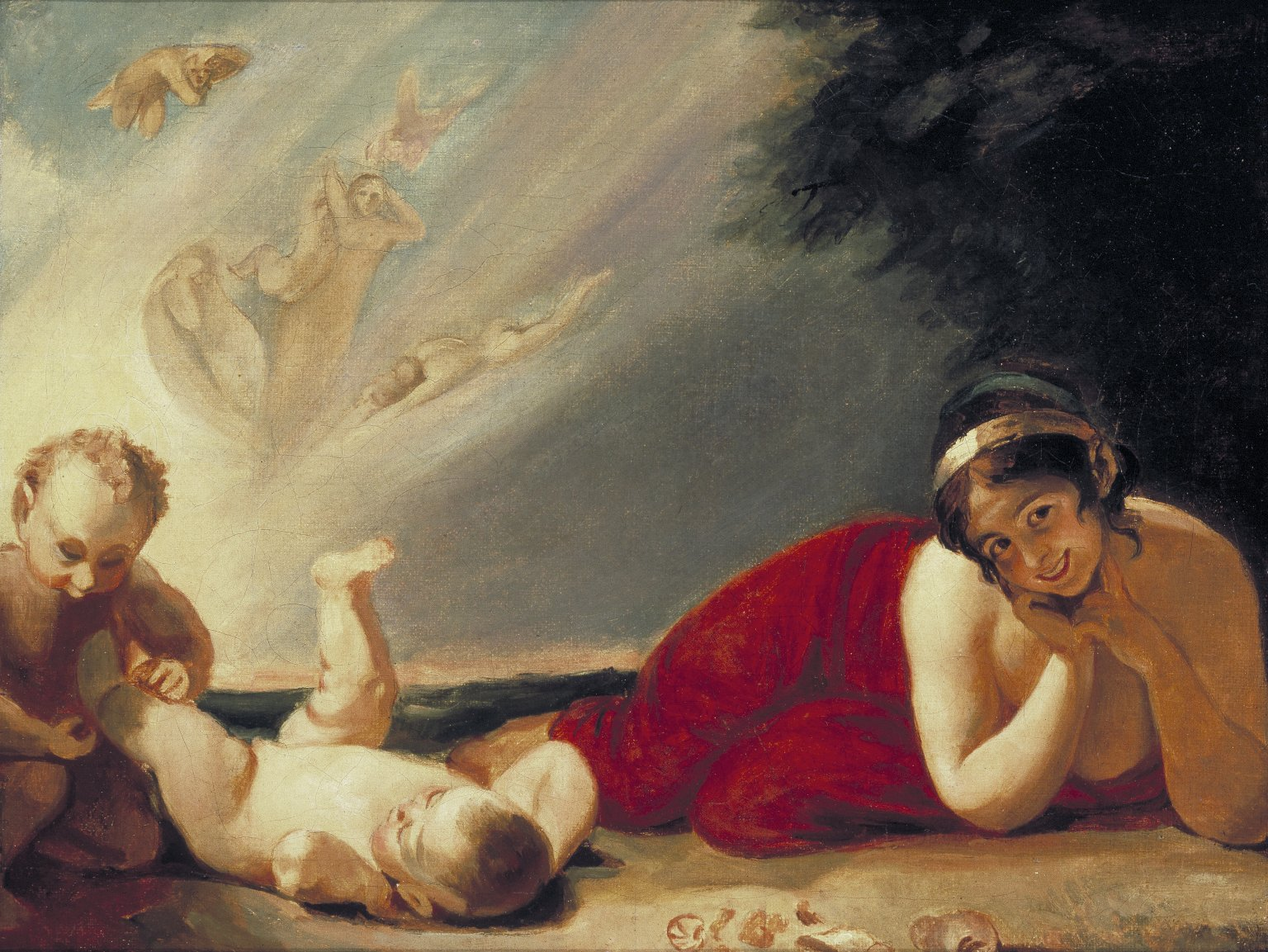
Lady Hamiltonová jako Titanie s Puckem a Changelingem, 1793
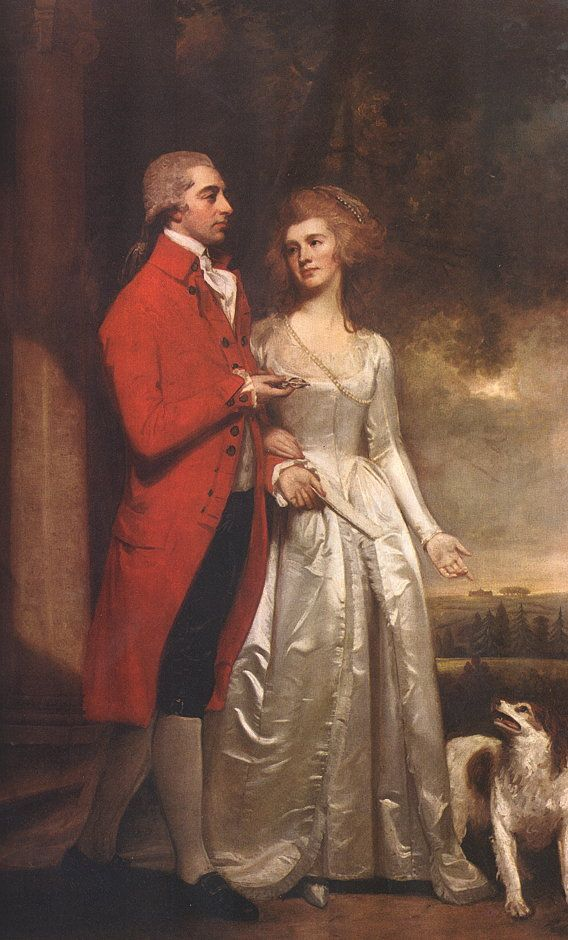
Sir Christopher Sykes a jeho paní, 1786
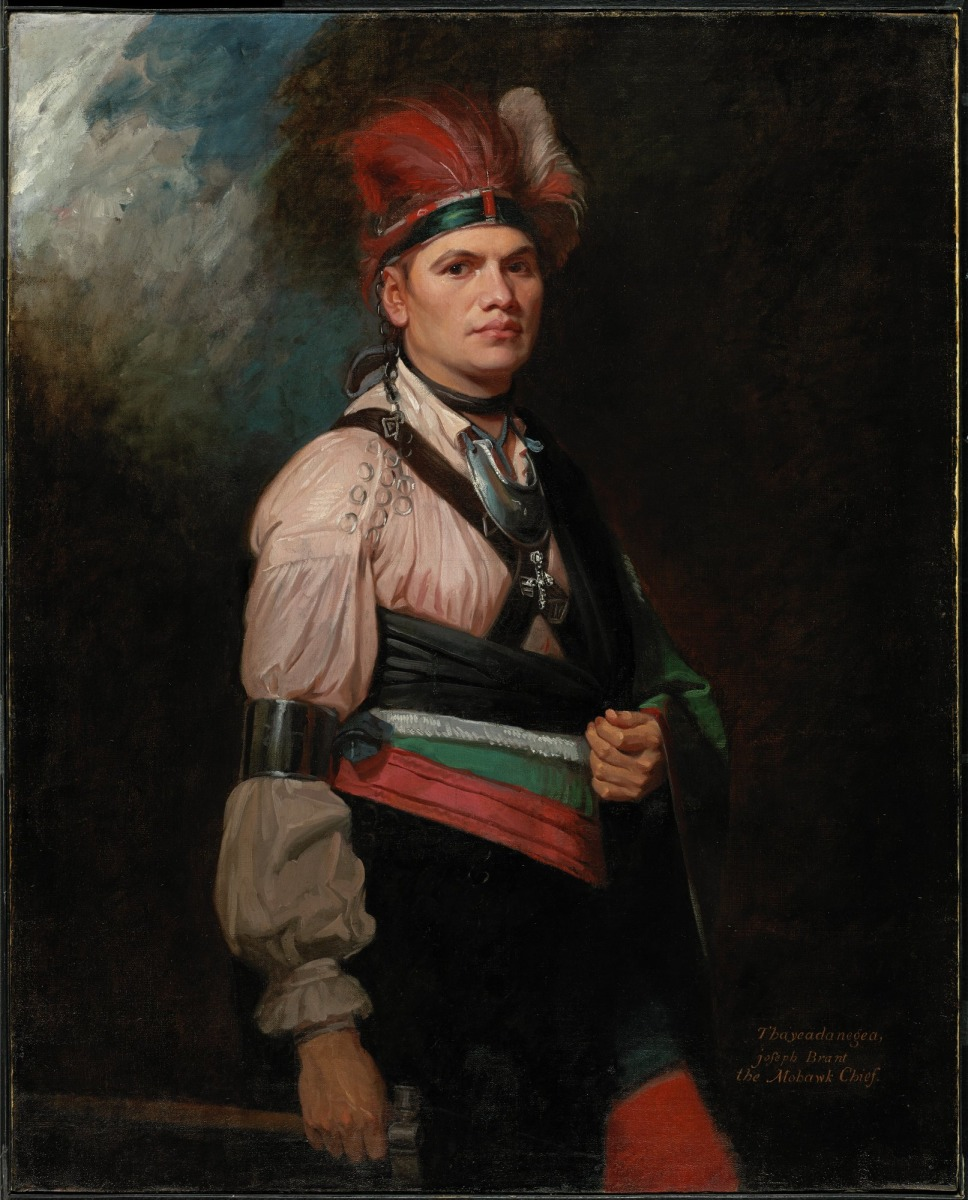
Joseph Brant, 1776
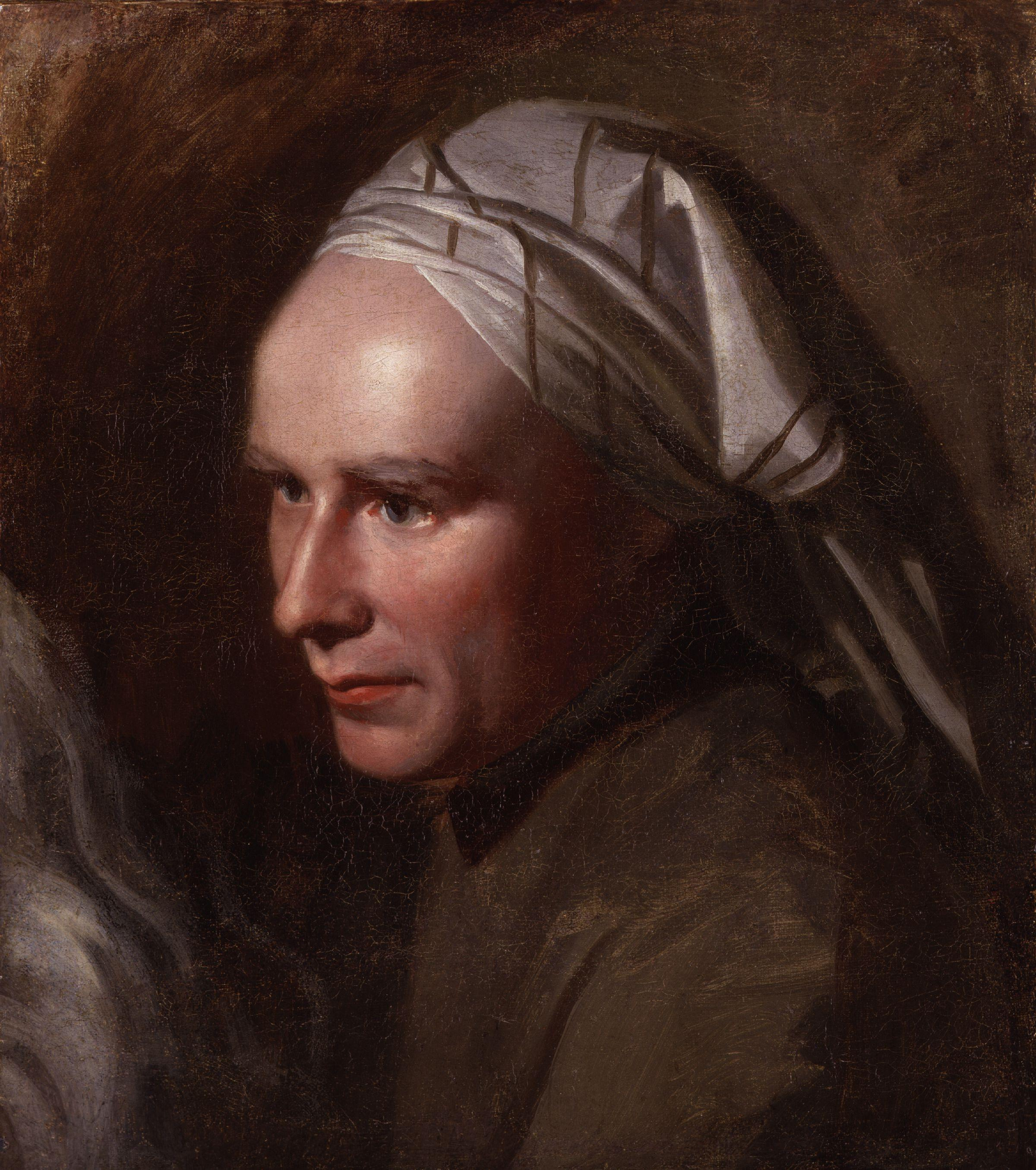
Thomas Greene
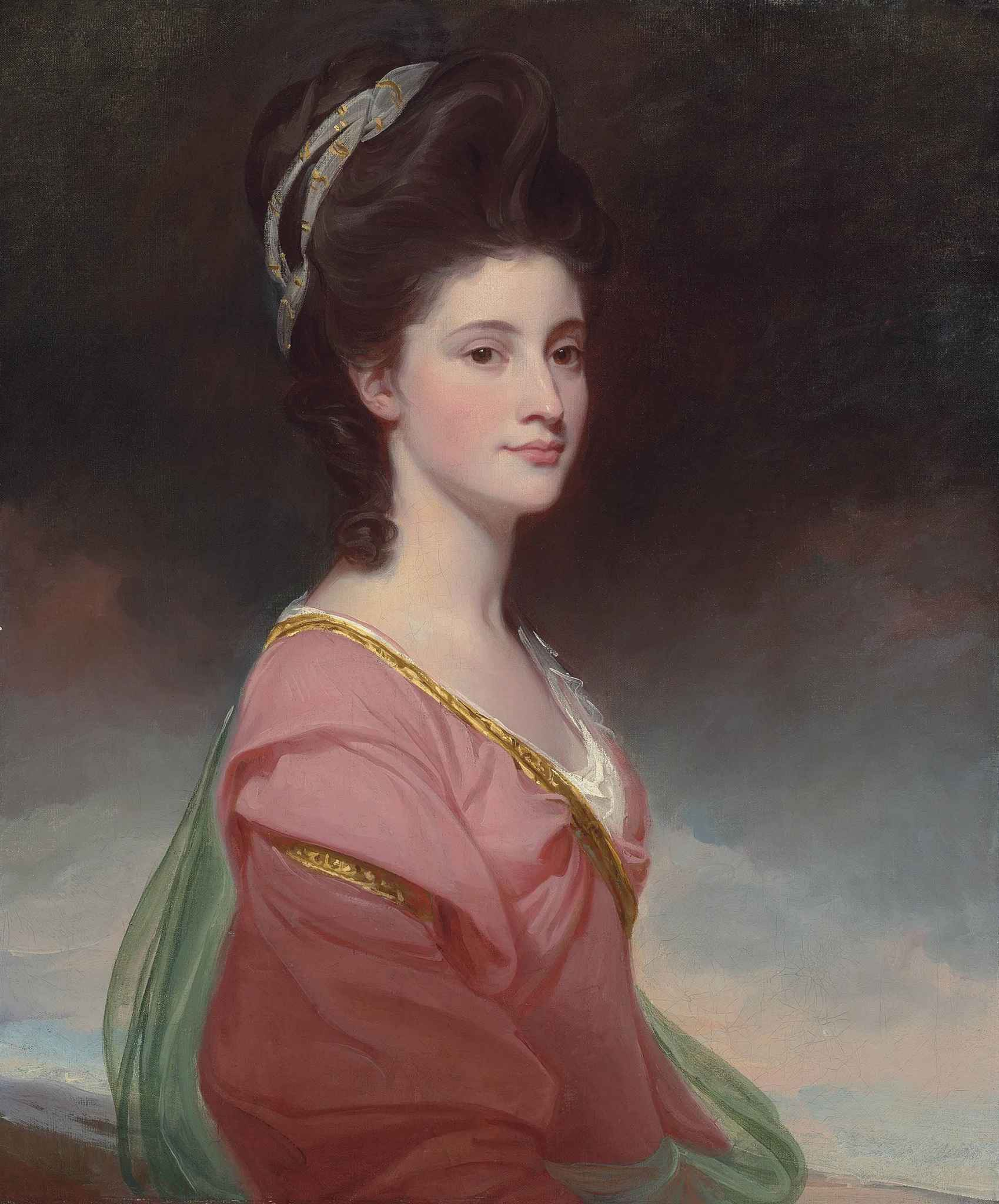
Elizabeth Ramusová, později baronka de Nougal
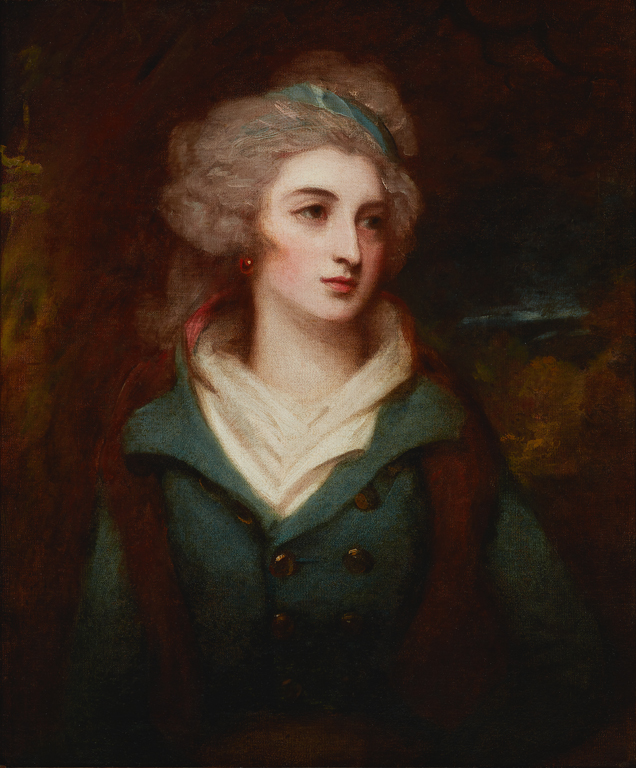
Grace Ashburnerová, 1792
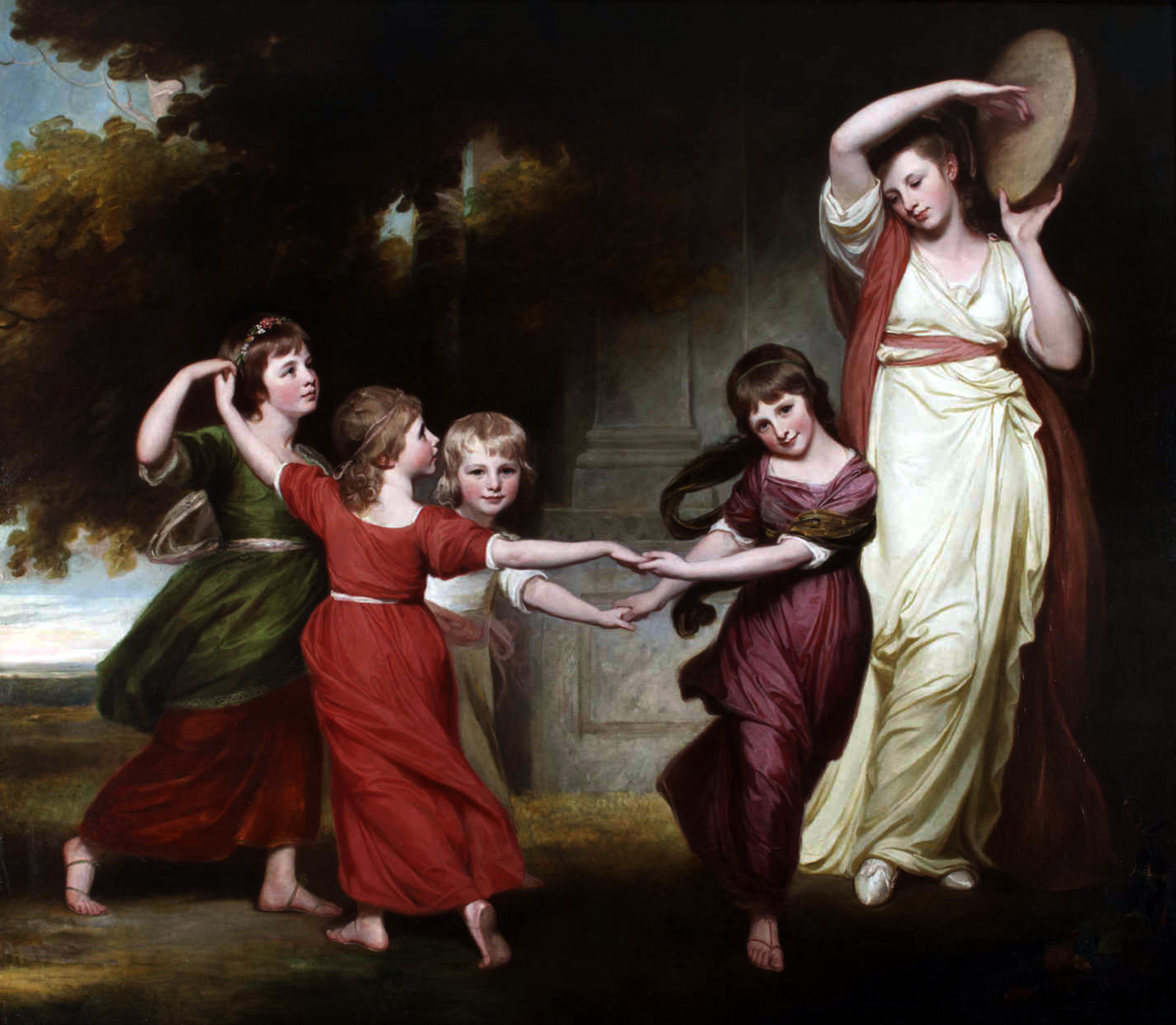
Děti Granvillea Leveson-Gowera, 1776–7, Abbot Hall Art Gallery, Kendal.
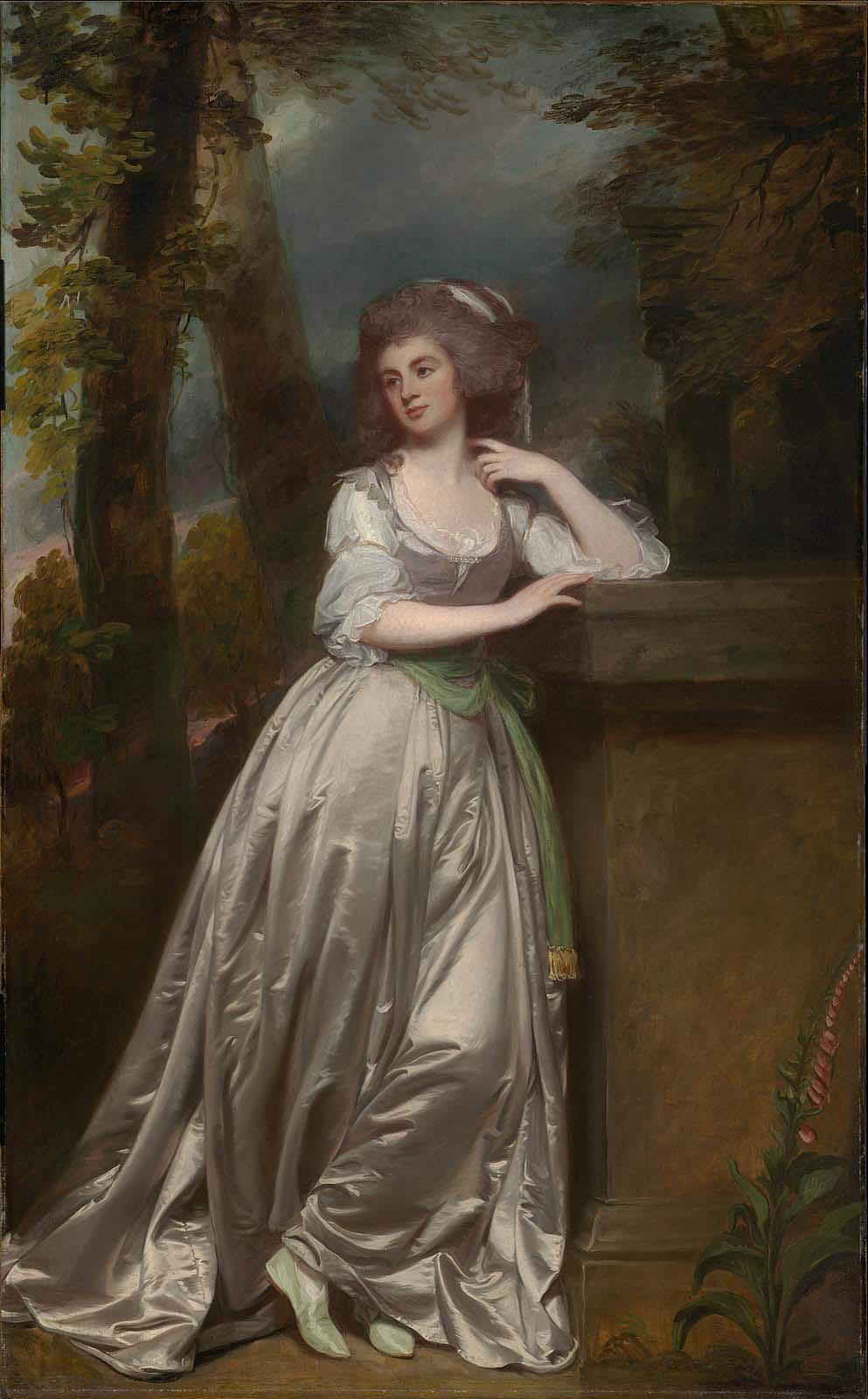
Anne Templerová (provdaná de la Pole), 1786